# Paul Michaut
Pour les articles homonymes, voir Michaut.
Paul Michaut est un industriel et homme politique français né le 29 juillet 1827 à Lunéville (Meurthe) et décédé le 27 septembre 1895 à Baccarat (Meurthe-et-Moselle).

## Biographie
Fils d'Adrien Joseph Michaut, greffier du tribunal de Lunéville, il fait des études à Metz puis entre à l'École forestière de Nancy en 1844 pour en ressortir deux ans plus tard second de sa promotion. Son père entra à l'Assemblée nationale en 1849 en siégeant à droite et fut temporairement emprisonné après le coup d'état de 1851 avant de rentrer dans la sphère privée. Paul Michaud devient garde général des forêts en 1850 dans le Jura puis dans le Haut-Rhin et enfin dans la Meuse en 1852. Il épouse Jeanne Toussaint, fille de l'administrateur de la cristallerie de Baccarat, Jean-Baptiste Toussaint en août 1852 et reprend des études au Conservatoire des Arts et Métiers ainsi qu'à l'École centrale Paris. Il devient alors chimiste en 1855 et est nommé sous-directeur puis administrateur-directeur en 1868 des cristalleries de Baccarat. Il est également administrateur de la Compagnie des chemins de fer de l'Est et président du conseil des directeurs de caisses d'épargne.
Il est élu conseiller général du canton de Baccarat en 1870 et pendant la guerre de 1870, il est fait prisonnier comme otage par les Prussiens. Après la guerre, il est élu maire de Baccarat. Il échoue au sénatoriales puis aux législatives de 1876 mais réussit en 1877. Il est cependant invalidé et retrouve son mandat en 1878 jusqu'en 1881 où il ne se représente pas. Il siège durant son mandat à droite.
Ses deux fils, Adrien et Henri, prennent la succession des cristalleries. Henri Michaut reprend une partie de ses mandats politiques et devient sénateur de Meurthe-et-Moselle tandis qu'Adrien lui succède à l'administration de la cristallerie en 1883. Paul Michaut tente à nouveau de briguer un mandat en 1885 puis en 1889 sans y parvenir.

## Décoration
- Chevalier de la Légion d'honneur (1876)
- Officier de l'ordre des Palmes académiques
- Chevalier de l'ordre des Palmes académiques

## Sources
- « Paul Michaut », dans Adolphe Robert et Gaston Cougny, Dictionnaire des parlementaires français, Edgar Bourloton, 1889-1891 [détail de l’édition]
- « Paul Michaut », dans le Dictionnaire des parlementaires français (1889-1940), sous la direction de Jean Jolly, PUF, 1960 [détail de l’édition]
- Dir. Jean El Gammal, François Roth et Jean-Claude Delbreil, Dictionnaire des Parlementaires lorrains de la Troisième République, Metz, Serpenoise, 2006 (ISBN 2-87692-620-2, OCLC 85885906, lire en ligne), p. 176